# Torsten Hubert
Bror Torsten Hubert Hubert, född 9 november 1882 i Jönköping, död 7 juli 1966, var en svensk psykiater.
Hubert,  var son till apotekaren Alfred Severin Carlsson, blev efter studentexamen i Jönköping 1901 farmacie kandidat 1904, medicine kandidat 1911 och medicine licentiat 1924 vid Karolinska institutet i Stockholm. Under utbildningstiden tjänstgjorde han periodvis som tillförordnad underläkare, ordinarie underläkare, tillförordnad biträdande läkare och tillförordnad biträdande överläkare vid Långbro sjukhus i Älvsjö (maj till november 1914 dock som extra läkare vid Säters hospital) och blev 1924 överläkare vid Långbro sjukhus, där han stannade till pensioneringen.